# Campeonato Europeo de Halterofilia de 2008
El LXXXVII Campeonato Europeo de Halterofilia se celebró en Lignano Sabbiadoro (Italia) entre el 13 y el 20 de abril de 2008 bajo la organización de la Federación Europea de Halterofilia (EWF) y la Federación Italiana de Halterofilia.
Las competiciones se realizaron en el Palacio de los Deportes de la localidad italiana.

## Países participantes
Participaron en total 271 levantadores (163 hombres y 108 mujeres) de 40 federaciones nacionales afiliadas a la EWF.
| - Alemania (4/7) - Albania (8/7) - Armenia (8/7) - Austria (3/1) - Azerbaiyán (8/-) - Bélgica (1/-) - Bielorrusia (3/-) - Bosnia y Herzegovina (-/2) - Bulgaria (8/7) - Croacia (1/-) | - Chipre (2/-) - Dinamarca (-/1) - Eslovaquia (8/1) - Eslovenia (2/-) - España (8/7) - Estonia (2/-) - Finlandia (4/4) - Francia (8/7) - Georgia (1/-) - Hungría (8/7) | - Irlanda (1/-) - Israel (1/1) - Italia (8/7) - Letonia (4/1) - Lituania (8/-) - Moldavia (6/1) - Mónaco (1/-) - Noruega (1/2) - Países Bajos (-/1) - Polonia (8/7) | - Reino Unido (2/3) - República Checa (8/1) - Rumania (4/3) - Rusia (8/7) - San Marino (1/-) - Serbia (1/1) - Suecia (-/1) - Suiza (1/-) - Turquía (8/7) - Ucrania (5/7) |

## Medallistas

### Masculino
| Evento          | Oro                                         | Plata                                            | Bronce                                        |
| --------------- | ------------------------------------------- | ------------------------------------------------ | --------------------------------------------- |
| 56 kg (15.04)   | Halil Mutlu Turquía 120 + 149 = 269         | Tom Goegebuer · Bélgica · 111 + 133 = 244        | Vladimir Urumov Bulgaria 106 + 133 = 239      |
| 62 kg (16.04)   | Serguei Petrosian · Rusia · 135 + 167 = 302 | Erol Bilgin Turquía 135 + 160 = 295              | Stefan Gueorguiev Bulgaria 123 + 155 = 278    |
| 69 kg (17.04)   | Tigran Martirosian Armenia 158 + 168 = 346  | Vencelas Dabaya Francia 145 + 188 = 333          | Mehmed Fikretov Bulgaria 140 + 175 = 315      |
| 77 kg (18.04)   | Oleg Perepechonov · Rusia · 164 + 198 = 362 | Ara Jachatrian Armenia 165 + 196 = 361           | Alexei Yufkin · Rusia · 155 + 200 = 355       |
| 85 kg (19.04)   | Tigran Martirosian Armenia 172 + 205 = 377  | Vasili Polovnikov · Rusia · 168 + 205 = 373      | Gueorgui Markov Bulgaria 167 + 195 = 362      |
| 94 kg (19.04)   | Szymon Kołecki · Polonia · 177 + 220 = 397  | Andrei Demanov · Rusia · 172 + 213 = 385         | Mujamat Sozayev · Rusia · 174 + 210 = 371     |
| 105 kg (20.04)  | Dmitri Berestov · Rusia · 190 + 220 = 410   | Ramūnas Vyšniauskas · Lituania · 185 + 220 = 405 | Robert Dołęga · Polonia · 177 + 218 = 395     |
| +105 kg (20.04) | Viktors Ščerbatihs Letonia 195 + 252 = 447  | Matthias Steiner · Alemania · 200 + 246 = 446    | Yevgueni Chiguishev · Rusia · 195 + 247 = 442 |

1. 1 2 3  Arrancada (kg) + dos tiempos (kg) = total olímpico (kg).

### Femenino
| Evento         | Oro                                              | Plata                                        | Bronce                                      |
| -------------- | ------------------------------------------------ | -------------------------------------------- | ------------------------------------------- |
| 48 kg (14.04)  | Nurcan Taylan Turquía 87 + 109 = 196             | Sibel Özkan Turquía 86 + 110 = 196           | Genny Pagliaro · Italia · 86 + 106 = 194    |
| 53 kg (15.04)  | Nataliya Trotsenko · Ucrania · 88 + 109 = 197    | María de la Puente · España · 86 + 104 = 190 | Julia Rohde · Alemania · 83 + 105 = 188     |
| 58 kg (15.04)  | Aleksandra Klejnowska · Polonia · 91 + 121 = 212 | Romela Begaj · Albania · 101 + 111 = 212     | Roxana Cocoș · Rumania · 89 + 129 = 209     |
| 63 kg (16.04)  | Meline Daluzian Armenia 107 + 128 = 235          | Sibel Şimşek Turquía 105 + 121 = 226         | Milka Maneva Bulgaria 100 + 123 = 223       |
| 69 kg (16.04)  | Nazik Avdalian Armenia 106 + 136 = 242           | Tatiana Matveyeva · Rusia · 103 + 136 = 239  | Slaveika Ruzhinska Bulgaria 95 + 124 = 219  |
| 75 kg (17.04)  | Natalia Zabolotnaya · Rusia · 123 + 141 = 264    | Lidia Valentín · España · 115 + 130 = 245    | Yvonne Kranz · Alemania · 97 + 123 = 220    |
| +75 kg (18.04) | Olha Korobka · Ucrania · 127 + 150 = 277         | Yuliya Dovhal · Ucrania · 118 + 140 = 258    | Magdalena Ufnal · Polonia · 110 + 127 = 237 |

1. 1 2 3  Arrancada (kg) + dos tiempos (kg) = total olímpico (kg).

## Medallero
| Núm. | País     | Oro | Plata | Bronce | Total |
| ---- | -------- | --- | ----- | ------ | ----- |
| 1    | Rusia    | 4   | 3     | 3      | 10    |
| 2    | Armenia  | 4   | 1     | 0      | 5     |
| 3    | Turquía  | 2   | 3     | 0      | 5     |
| 4    | Ucrania  | 2   | 1     | 0      | 3     |
| 5    | Polonia  | 2   | 0     | 2      | 4     |
| 6    | Letonia  | 1   | 0     | 0      | 1     |
| 7    | España   | 0   | 2     | 0      | 2     |
| 8    | Alemania | 0   | 1     | 2      | 3     |
| 9    | Albania  | 0   | 1     | 0      | 1     |
| 9    | Bélgica  | 0   | 1     | 0      | 1     |
| 9    | Francia  | 0   | 1     | 0      | 1     |
| 9    | Lituania | 0   | 1     | 0      | 1     |
| 13   | Bulgaria | 0   | 0     | 6      | 6     |
| 14   | Italia   | 0   | 0     | 1      | 1     |
| 14   | Rumania  | 0   | 0     | 1      | 1     |
|      | TOTAL    | 15  | 15    | 15     | 45    |